# Walter Scheel
Walter Scheel GColSE (Solingen, 8 de julho de 1919 – Bad Krozingen, 24 de agosto de 2016) foi um político alemão.

## Vida

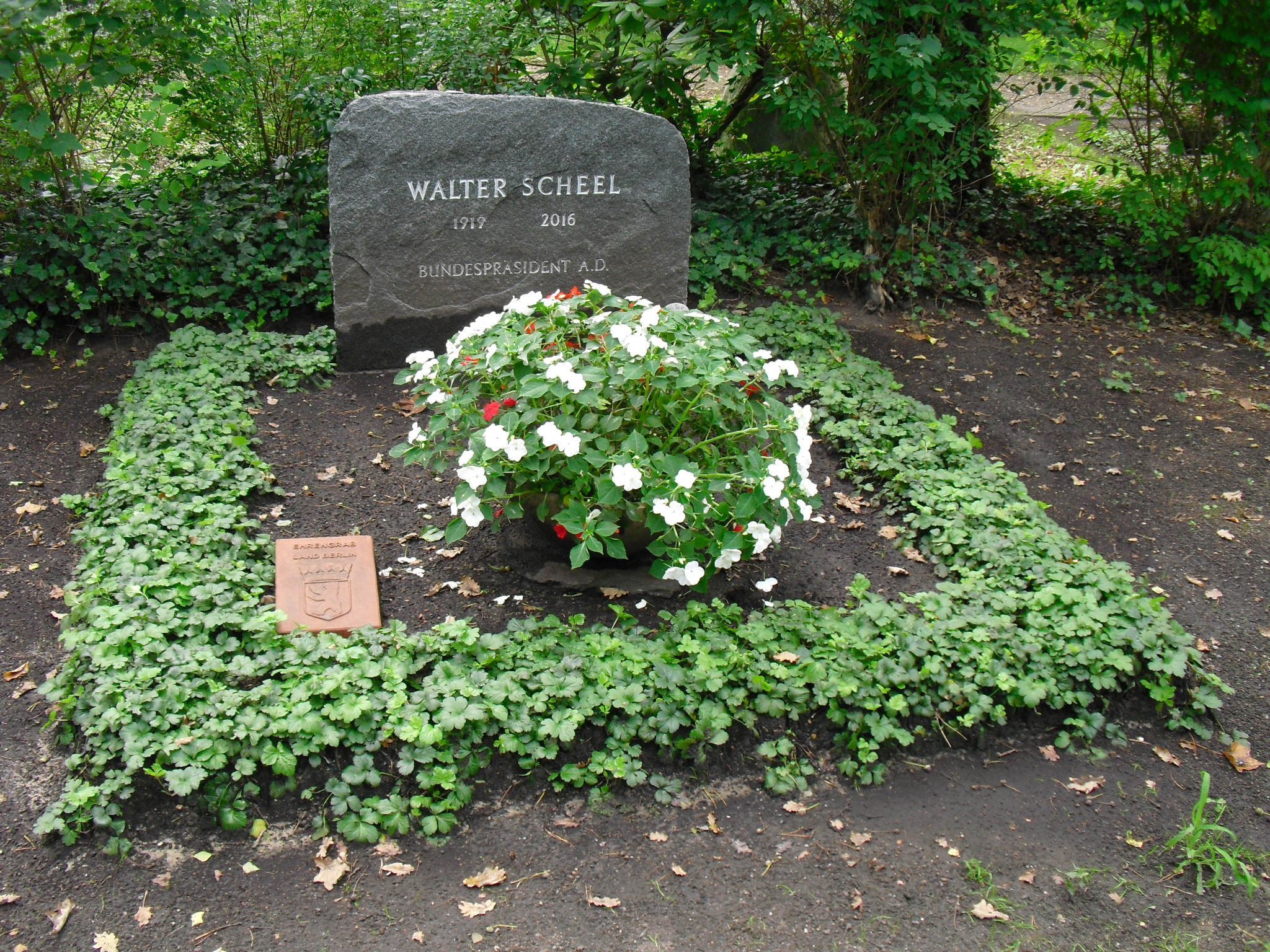
Sepultura no Waldfriedhof Zehlendorf

Foi presidente de seu país de 1974 a 1979.
Em uma visita oficial ao Brasil, fez questão de levar Martin Drewes, que lutaram juntos na Segunda Guerra Mundial, em diversos eventos.
A 9 de maio de 1978 foi agraciado com o Grande-Colar da Ordem Militar de Sant'Iago da Espada de Portugal.
Morreu em 24 de agosto de 2016, aos 97 anos. A causa da morte não foi divulgada.

## Publicações
- com Karl-Hermann Flach e Werner Maihofer: Die Freiburger Thesen der Liberalen. Rowohlt, Hamburg 1972, ISBN 3-499-11545-X.
- Die Zukunft der Freiheit – Vom Denken und Handeln in unserer Demokratie. Econ, 1979.
- Wen schmerzt noch Deutschlands Teilung? 2 Reden zum 17. Juni, Rowohlt, Reinbek 1986, ISBN 3-499-18346-3.
- com Otto Graf Lambsdorff: Freiheit in Verantwortung, Deutscher Liberalismus seit 1945. Bleicher, 1988, ISBN 3-88350-047-X.
- com Jürgen Engert: Erinnerungen und Einsichten. Hohenheim-Verlag, Stuttgart 2004, ISBN 3-89850-115-9.
- com Tobias Thalhammer: Gemeinsam sind wir stärker – Zwölf erfreuliche Geschichten über Jung und Alt. Allpart Media, Berlin 2010, ISBN 978-3-86214-011-4.